# Силач Санта-Клаус
«Силач Санта-Клаус» (англ. Santa with Muscles) — американский рождественский комедийный фильм 1996 года режиссёра Джона Марловски с Халком Хоганом в главной роли.

## Сюжет
Блейк Торн (Халк Хоган) — самодовольный миллионер, продающий добавки для бодибилдинга и оборудование со своим изображением. Однажды, безрассудно играя в пейнтбол, он становится мишенью для полиции. Его преследуют до торгового центра, где он прячется, надев костюм Санты. Спасаясь от полиции, он скатывается по мусоропроводу и ударяется головой, что приводит к амнезии. Принятый Ленни (Дон Старк) за Санту в торговом центре, Блейк начинает думать, что он действительно Санта-Клаус. Тем временем злой ученый Эбнер Фрост (Эд Бегли-младший) пытается захватить детский дом, чтобы получить доступ к магическим кристаллам, находящимся в нём, и посылает своих приспешников уничтожить его. Однако Блейк, узнав, что роль Санты сделала его лучше и что Фрост хочет уничтожить тот самый детский дом, в котором он вырос, успевает спасти детей. Фрост и его приспешники арестованы, но детский дом разрушен из-за перегрузки кристаллов, и Блейк открывает особняк Фроста как новый дом для сирот.

## В ролях
- Халк Хоган — Блейк Торн-Торичевски
- Дон Старк — Ленни
- Робин Кёртис — Лесли
- Гаррет Моррис — Клейтон
- Ария Керзон — Элизабет
- Адам Уайли — Тейлор
- Мила Кунис — Сара
- Клинт Ховард — полицейский Томас Хэнкли
- Стив Валентайн — доктор Блайт
- Эд Бегли-младший — Эбнер Фрост
- Уильям Ньюман — Чес
- Эд Лесли — ассистент лаборатории
- Бренда Сонг — Сьюзан